# 張亦絢
張亦絢（1973年—），台灣女作家，出生於台北木柵。國立政治大學歷史系肄業、巴黎第三大學電影及視聽研究所碩士。就讀政大歷史系期間曾任女研社社長。曾任職於餐館、精品店、《臺灣立報》、影片公司。現為自由作家。為字母會成員之一。

## 文字作品

### 小說

#### 短篇小說集
- 《壞掉時候》（台北：麥田出版，2001）
- 《最好的時光》（台北：麥田出版，2003）
- 《性意思史：張亦絢短篇小說集》（台北：木馬文化，2019）

#### 長篇小說
- 《愛的不久時：南特/巴黎回憶錄》（台北：聯合文學，2011；台北：木馬文化，2020）
- 《永別書：在我不在的時代》（台北：木馬文化，2015）

### 散文
- 《離奇快樂的愛情術》（台北：探索文化，1996）
- 《小道消息》（台北：聯合文學，2013）
- 《晚間娛樂：推理不必入門書》（台北：九歌出版社，2016）
- 《看電影的慾望》（台北：木馬文化，2018）
- 《我討厭過的大人們》（台北：木馬文化，2020）
- 《感情百物》（台北：木馬文化，2021）

### 劇本
- 《我們沿河冒險》（2013）

### 論述
- 《身為女性主義嫌疑犯》（台北：探索文化，1995）

## 影像作品

### 短片
- 《娜塔莉，你為什麼在地上？》（Nathalie, pourquoi tu es par terre?，Créative caméra / Altermédia 出品，2009）

### 紀錄片
- 《聽不懂 客家話：1945 台北大轟炸下的小故事》（2012）

## 獎項及榮譽
- 作品曾入選同志文學選、台灣文學選
- 〈淫人妻女〉獲第10屆聯合文學小說新人獎‧推薦獎（1996）
- 《愛的不久時》入圍台北國際書展大賞（2012）
- 《聽不懂 客家話》獲「客家，我的影像心事」評審團獎（2012）
- 《我們沿河冒險》獲101年度優良電影劇本獎‧佳作（2013）
- 《永別書》入選2017法蘭克福書展臺灣館書單（2017）

## 外部連結
- 我是走廊 - 張亦絢個人網站（页面存档备份，存于）
- 張亦絢的Facebook專頁